# Славута-Логвиненко, Анатолий Андреевич
Анатолий Андреевич Славута-Логвиненко (укр. Анатолій Андрійович Славута-Логвиненко; 24 февраля 1937, Врадиевка, Одесская область — 20 августа 2012, Киев) — советский и украинский поэт, киносценарист и публицист.

## Биография
Анатолий Андреевич Славута-Логвиненко родился 24 февраля 1937 года в селе Врадиевка Одесской области в семье служащего.
В 1961 году окончил Одесский университет. Работал редактором сценарно-редакционной коллегии Ялтинской киностудии, газет «Крымская правда», «Киевская правда», «Литературная Украина» и журнала «Украина». С 1987 года был заместителем директора бюро пропаганды художественной литературы Союза писателей Украины, с 1989 года — заместителем председателя Украинского фонда культуры в Киеве.
В 1983 году по его киноповести «Соль» (1980) был поставлен фильм «На вес золота» о восстановлении Сивашских соляных промыслов 1921 года.
Был членом Национального союза писателей Украины с 1976 года.
Ушёл из жизни 20 августа 2012 года в возрасте 75 лет в Киеве.